# Manoir de Barrach (Ploërdut)
Pour l’article homonyme, voir Manoir de Barrach (Langonnet).
Le manoir de Barrach est un édifice situé à Ploërdut en France.

## Localisation
Le manoir est situé sur le territoire de la commune de Ploërdut, au lieu-dit Barrach, dans le département du Morbihan en région Bretagne.

## Description
Le manoir date du XVIe siècle, très remanié (élévations). La chapelle Saint-Ildut date du XVIe siècle. Le moulin est construit en 1668. Les dépendances, l'actuel cellier est construit en 1721.

## Historique
Le manoir est inscrit à l'inventaire général du patrimoine culturel,.